# مقاطعة لينكون (أوكلاهوما)
مقاطعة لينكون (بالإنجليزية: Lincoln County)‏ هي إحدى مقاطعات ولاية أوكلاهوما في الولايات المتحدة الأمريكية.

## أعلام
- روي هاريس